# Ford Taunus P7
La Ford P7 est une gamme de grandes berlines familiales produites par Ford Allemagne entre l'automne 1967 et décembre 1971. La P7 était commercialisée sous les noms de Ford 17M, Ford 20M et Ford 26M.
Au lancement, la 17M était disponible avec quatre tailles de moteur différentes, allant de 1,5 à 2,3 litres. La 20M, plus somptueusement aménagée, était également proposée, mais uniquement avec les deux plus gros moteurs. La gamme a ensuite été élargie et à partir de 1969, la 26M a rejoint la gamme, avec la même carrosserie, mais un moteur plus gros, une transmission automatique de série et diverses autres caractéristiques de luxe.
Le nom Taunus 17M avait été appliqué à la prédécesseur de la voiture, et s'appliquerait également aux modèles Ford suivants, c'est pourquoi la 17M introduite en 1967 est généralement identifiée, rétrospectivement, en tant que Ford Taunus P7. C'était la septième Ford allemande nouvellement conçue à être lancée après la Seconde Guerre mondiale et pour cette raison, elle était depuis sa création connue sous le nom de Ford Project 7 (P7) ou de Ford Taunus P7.
Au cours des mois qui ont suivi son introduction, les ventes ont été décevantes et la société s'est précipitée pour produire un modèle largement redessiné. Cela est apparu, avec divers changements de style et une gamme d'options de moteur modifiée, en août 1968, moins d'un an après l'introduction de la P7. Pour faire la différence entre le modèle produit avant août 1968 et celui produit entre août 1968 et fin 1971, le premier est normalement désigné sous le nom de Ford P7a et le second sous le nom de Ford P7b. La P7a avait une carrosserie légèrement différente à l'avant pour les modèles quatre cylindres (17M) et six cylindres (20M), avec un porte-à-faux avant plus long de 72 mm (2,8 po). La P7b a supprimé cette distinction à peine perceptible.
Entre septembre 1967 et août 1968, 155 780 modèles de P7a ont été produits. Entre août 1968 et décembre 1971, 567 482 modèles de P7b ont été produits.

## Design évolutif et accueil tiède
La Ford Taunus P7 a hérité de l'empattement du modèle précédent, mais la nouvelle carrosserie était néanmoins plus longue et plus large, bien que plus basse. Cela reflétait les tendances de conception évidentes dans toute l'Europe occidentale à l'époque, mais l'ampleur de la croissance de l'empreinte de la Ford P7 a été compensée par quelques autres voitures, bien qu’une tendance très similaire se soit manifestée à Dagenham, où le nouveau modèle de Ford Grande-Bretagne, la Zephyr Mk IV, avait également suscité les commentaires de la presse nationale car elle occupait beaucoup plus d’espace sur la route que sa prédécesseur.
La P7 était également plus longue et plus large que l'Opel Rekord, qui établissait toujours la norme pour les grandes voitures familiales en Allemagne; un sentiment dans la presse a été exprimé que son style était plus anglo-américain qu'européen traditionnel. Un examen, par ailleurs non antipathique, d'août 1967 a décrit la voiture comme une Volksstrassenkreuzer et a exprimé l’opinion qu’une telle «voiture pour boulevard populaire» pourrait ne pas correspondre à l’esprit du marché, du moins en Europe. Les doutes dans la presse n'auraient pas trop compté si la nouvelle 17M avait bénéficié d'un accueil chaleureux dans les concessionnaires, mais un accueil plus chaleureux a été reçu par deux nouvelles entrantes sur le segment de marché en 1968, l'Audi 100 et la Peugeot 504 importée, ce qui laisse entendre que les antennes du journaliste ont peut-être été mieux adaptées aux préférences du marché allemand des voitures familiales que celles du département marketing de Ford.

### Moteur
Comme dans la (Taunus) 17M précédente, le moteur était monté à l'avant et entraînait les roues arrière.
En 1967, alors que la 17M précédente offrait un choix de seulement deux tailles de moteur, la nouvelle voiture offrait, dès le début, quatre tailles de moteur, en commençant par le bas de la gamme avec le moteur V4 «basse compression» de 1 498 cm3 déjà offert dans la plus petite 15M. La plupart des 17M ont néanmoins continué à être livrés avec le V4 de 1 699 cm3. Le V6 de 1 998 cm3, avec lequel Ford a continué à proposer une berline six cylindres à un prix avantageux, est également familier des conducteurs de la 17M de génération précédente. Le même moteur de 1 998 cm3 était l'unité d'entrée de gamme de la nouvelle Ford 20M, qui partageait également la carrosserie de la 17M. Nouvellement disponible dans la 17M et la 20M était un V6 «haute compression» de 2 293 cm3. Cela partageait la course de 60,14 mm (2,4 pouces) du moteur de deux litres, mais ses cylindres étaient alésés de 6 mm (0,2 pouce) supplémentaire pour 90 mm (3,5 pouces). Les unités de 1,7 et 2,0 litres étaient disponibles sous des formes à compression faible ou élevée. Les moteurs à haute compression offraient une augmentation de la puissance maximale d'environ 5 PS (4 kW; 5 CV), mais les conducteurs de voitures à moteur à haute compression devaient payer plus à la station essence pour obtenir un carburant à indice d'octane supérieur. Sur l'ensemble de la gamme des moteurs proposés en 1967, la puissance maximale annoncée variait entre 60 et 125 PS (92 kW; 123 ch)
Avec le lifting complet qui a suivi l'arrêt annuel à la fin de l'été 1968, la gamme des moteurs a également été élargie avec l'introduction d'un V6 «haute compression» de 1 812 cm3. Ce moteur de 82 PS (60 kW; 81 ch) était équipé dans la version à prix agressif de la 17M, proposé à un prix de départ de 9 150 marks. 1968 voit également l'arrivée d'une nouvelle version de l'unité V6 «haute compression» de 2 293 cm3, offrant désormais 125 PS (92 kW; 123 ch).
En 1969, une nouvelle offre a été faite pour élargir la gamme P7 vers le territoire de marché occupé par les modèles plus petits de Mercedes-Benz. La 26M lancée cette année-là partageait la carrosserie et la plupart des éléments de la 20M, mais y ajoutait une longue liste de touches de luxe telles que la boîte de vitesses automatique, la direction assistée, le toit ouvrant, les doubles phares, les freins avant plus gros et les vitres teintées. La 26M proposait également un nouveau moteur V6 de 2 550 cm3. Les dimensions des cylindres étaient identiques à celles du moteur V4 de 1 699 cm3 de la 17M, ce qui a contribué à la standardisation des composants. Le plus gros moteur de la 26M offrait aussi 125 PS (92 kW; 123 ch) comme dans la version haut de gamme de l'unité de 2 293 cm3 précédemment proposée dans la 20M, mais dans la 26M, le couple était augmenté de 10%.

### Carrosserie large
La carrosserie était une structure monocoque entièrement en acier, suivant ce qui était maintenant devenu un modèle universel parmi les plus grands constructeurs automobiles européens. Le matériel promotionnel a largement contribué à l'intérieur spacieux et à l'espace de coffre massif, ce qui a donné une largeur de 1 756 mm (69,1 po) pour la voiture, et la large voie correspondante a été reconnue pour assurer une bonne maniabilité et une bonne tenue de route.
Les configurations de carrosserie étaient les mêmes que celles proposées sur la gamme précédente de (Taunus) 17M. Les meilleures ventes de la gamme étaient les berlines deux et quatre portes, et les breaks «Turnier» trois et cinq portes étaient également très promus. Une version du «Turnier» trois portes avec les vitres latérales derrière les piliers B remplacées par des panneaux en acier a été mise à la disposition des personnes dont le statut professionnel et fiscal nécessitait une petite camionnette, mais qui préféraient néanmoins conduire une voiture. Un coupé deux portes était proposé. La Ford P7 était également la dernière d'une longue lignée de Ford allemandes à être proposée, à un coût supplémentaire considérable, en tant que cabriolet deux portes conçu par Karl Deutsch.
La 26M haut de gamme n'était vendue qu'en tant que berline quatre portes ou coupé deux portes, et se distinguait par son toit en vinyle noir et l'utilisation accrue de décorations en chrome et en bois pour ses embellissements intérieurs.

### Train roulant
Dans les aspects les plus importants, les fondements de la Taunus P7 ont été remarquablement peu modifiés par rapport à ceux du modèle précédent. Cependant, avec les modèles de 1967, Ford a finalement rejoint d'autres constructeurs automobiles de ce niveau du marché en fournissant un système électrique de 12 volts sans frais supplémentaires.
Une boîte de vitesses manuelle à quatre vitesses tout synchronisé est venue en standard. La boîte de vitesses était contrôlée par un levier monté sur colonne dans les modèles moins chers, mais le montage des leviers de vitesses au sol était désormais considéré comme un emplacement privilégié, et les modèles plus chers le fournissaient. La boîte de vitesses automatique, quand elle était spécifiée, était également commandée à l'aide d'un levier au sol placé entre les deux sièges avant séparés.
La combinaison de freins à disque à l'avant et de freins à tambour à l'arrière est également hérité du modèle précédent, mais désormais avec deux circuits de freinage en tant que dispositif de sécurité supplémentaire et une servo-assistance. La 26M a reçu des disques de frein avant élargis pour compléter sa direction assistée, ses doubles phares halogènes et ses deux tuyaux d'échappement.
La géométrie de la suspension avant a été développée à partir de celle de la Ford P5 et a de nouveau incorporé des jambes de force MacPherson. Les amortisseurs télescopiques ont également amélioré la suspension des roues à l'arrière de la voiture où l'essieu à poutre en acier et les ressorts à lames semi-elliptiques auraient été familiers aux conducteurs des modèles de Taunus antérieurs. La configuration de la suspension arrière était désormais considérée comme plutôt dépassée par rapport aux rivales traditionnelles d'Opel, et avait tendance à saper toutes les aspirations de la version 26M à concourir dans une classe plus élevée que la précédente 17M relativement modeste. L'essieu arrière désuet serait remplacé par un arrangement de semi-bras oscillant plus à jour sur le modèle suivant, mais Ford est néanmoins resté curieusement attaché à l'ancienne combinaison d'un essieu arrière rigide et de ressorts à lames, et maintenant. uniquement parmi les grands constructeurs automobiles allemands, ils vendaient encore cette configuration d'essieu arrière aux acheteurs de la Ford Capri jusqu'en 1984.

### Nouveau nom
Diverses théories ont été avancées pour expliquer pourquoi le nom «Ford Taunus 17M» de la P5 a été remplacé par «Ford 17M» pour la P7. L'explication la plus probable semble être que Ford Allemagne, qui pour la première fois depuis la guerre, avait maintenant un directeur général allemand, Max Ueber, qui avait précédemment travaillé comme directeur des ventes de l'entreprise, a estimé que le nom le plus long était, pour la plupart des cas, trop copieux.

### Lifting et mises à niveau
Le lifting d'urgence de 1968 a laissé la silhouette générale de la P7 peu modifiée, mais un certain nombre d'éléments les plus tarabiscoté ont disparu. La calandre de style râpe à fromage a été remplacée par un ensemble de fines barres parallèles et dans les coins, les points de rencontre entre les phares et les pare-chocs ont été réarrangé. Les pare-chocs eux-mêmes ont été redessinés, avec un nouveau profil. La fausse écope sur le capot de la 20 TS a été abandonnée, ainsi que le nom "TS". Ailleurs, diverses bosses et plis ont disparu de la carrosserie, y compris un pli esquissé dans le panneau en-dessous et légèrement en avant du pilier C, qui était l'un des éléments décoratifs critiqués parce que considéré comme un signe d'influence anglo-américaine excessive. Ce qui restait était une forme simplifiée qui, à certains égards, faisait paraître la voiture comme plus grande que jamais, mais l'impression générale était plus calme.
Le département marketing a recherché dans leurs fichiers et a récupéré pour la Ford P7b un slogan inventé pour la Taunus P3 de 1960 au style innovant de Bahnsen, «Linie der Vernunft» qui se traduit vaguement par «forme rationnelle». C'est ce qu'ils ont maintenant appliqué à la P7b. Désormais, comme dix ans plus tôt, l'intention était de mettre en évidence un contraste esthétique entre un modèle de 17M nouvellement simplifié et une prédécesseur surdécorée.

### Commercialisation
La P7, avec sa gamme de moteurs plus large, visait un segment de marché nettement plus large que la Taunus P5. Il convient également de noter que le segment de marché des grandes voitures familiales représentait une part plus importante du marché total en Allemagne que sur la plupart des marchés européens. La voiture familiale la plus vendue en Allemagne, l'Opel Rekord, a été pendant plusieurs années la deuxième voiture la plus vendue en Allemagne, battue à la première place uniquement par la Volkswagen.
Avec 155 780 unités vendues au cours des dix mois de vie de la P7a, la voiture était en fait produite à un rythme nettement plus lent que la Taunus P5, moins ambitieuse. Le travail acharné de la société dans la promotion de la voiture, les lignes simplifiées de la P7b et un contexte économique relativement favorable ont contribué à une amélioration du taux au cours de la période légèrement supérieure de trois ans entre août 1968 et décembre 1971, au cours de laquelle 567 482 voitures ont été produites. Cependant, la domination du secteur dont jouit l'Opel Rekord n'a pas été remise en cause, et si ni Ford ni Opel n'auront été indûment alarmés par les aventures de Volkswagen dans la production de grandes voitures familiales avec leurs modèles 411/412 et K70 intéressants mais commercialement peu convaincants, l'arrivée en 1968 de l'Audi 100 suggérait que la place de marché des grandes voitures familiales n'allait pas devenir plus confortable pour Ford.

#### Afrique du Sud
Fait inhabituel pour une Ford de conception allemande de l'époque, la 20M était produite en conduite à droite en Afrique du Sud, où elle était disponible avec un moteur Essex de 3,0 litres. Une version de la 17M a également été commercialisée, équipée du V4 Essex de deux litres construit localement, ainsi qu'une version propulsée par le V6 Essex de 2,5 litres.

### Remplacement
La production de la P7 a pris fin en décembre 1971. Certaines sources donnent la dernière année de la voiture comme êtant 1972, ce qui reflète vraisemblablement de la capacité de Ford à continuer de fournir des voitures «d'inventaire» qui pouvaient être enregistrées comme neuves, bien qu'elles aient été fabriquées au cours de l'année précédente. Ce n'était pas inhabituel, même si l'arrêt de la production d'un modèle en décembre l'était.
Les ventes de la Ford P7 n'ont pas suivi le rythme de la croissance du marché automobile allemand qui semble avoir contribué à une refonte majeure. En 1971, Ford Royaume-Uni dominait toujours les graphiques de vente locaux avec ses modèles Escort et Cortina, mais trouvaient de plus en plus difficile à programmer la fabrication de voitures ou à avoir un niveau de qualité constant en raison d'une main-d'œuvre de moins en moins coopérative, un problème dans l’industrie automobile britannique. Ford Allemagne semblait avoir moins de mal à programmer la fabrication de voitures, avec leur usine de Genk de moins de 10 ans et une autre nouvelle usine, à Saarlouis, n'ayant commencé la production à grande échelle qu'en 1970. Le problème en Allemagne était différent, il s'agissait de l'incapacité de Ford à conserver sa part de marché face à la domination du marché, en particulier) d'Opel et de Volkswagen, dans le contexte de la croissance globale du marché. La création d’une nouvelle structure organisationnelle transnationale dirigée depuis 1967 par Ford Europe a ouvert la voie à une intégration plus étroite à tous les niveaux entre les principales entreprises de construction automobile européennes de Ford en Allemagne et en Grande-Bretagne.
Les photos de pré-lancement de sa successeur ont commencé à apparaître dans la presse peu de temps après l'arrêt de la production de la P7, bien que Ford ait attendu le Salon de Genève en mars 1972 avant de présenter officiellement la Ford Consul / Granada. La nouvelle voiture était livrée avec des moteurs allant de 1,7 à 3,0 litres, le plus gros moteur résultant du statut de la voiture en tant que projet conjoint entre Ford Grande-Bretagne et Ford Allemagne. En Allemagne, la nouvelle voiture présentait un empattement plus long et un moteur plus gros que l'Opel Rekord D haut de gamme, leader du marché, indiquant que Ford souhaitait continuer à offrir un peu plus de voiture pour l'argent que son principal rival. La Granada était néanmoins plus courte que la P7, ce qui implique également une certaine reconnaissance par Ford eux-mêmes que la Ford P7 avait simplement pris trop d'espace sur la route que ce que le marché attendait d'une grande voiture familiale. La Granada était également plus courte et plus étroite que la Ford Zephyr Mk IV produite par Ford Grande-Bretagne, malgré l'aspiration à remplacer à la fois la P7 en Allemagne et les Zephyr et Zodiac en Grande-Bretagne. Les grandes Zephyr britanniques avaient également été critiquées pour être devenues trop grandes par rapport à la niche de marché que leurs prédécesseurs avaient établie, et seuls 102 417 Zephyr, avec 48 846 Zodiac, avaient été produites depuis le lancement au Royaume-Uni des versions Mark IV de ces voitures au printemps 1966. La publicité mettant l'accent sur le style «européen» de la nouvelle Granada était donc une réponse aux critiques du marché à la fois sur la dernière génération de Ford 17M en Allemagne et sur la dernière génération de Ford «Z-cars» au Royaume-Uni.

## Source
- Oswald, Werner: Deutsche Autos 1945-1975. Motorbuch-Verlag, Stuttgart 1976.p 172-176.